# عيال ناصر

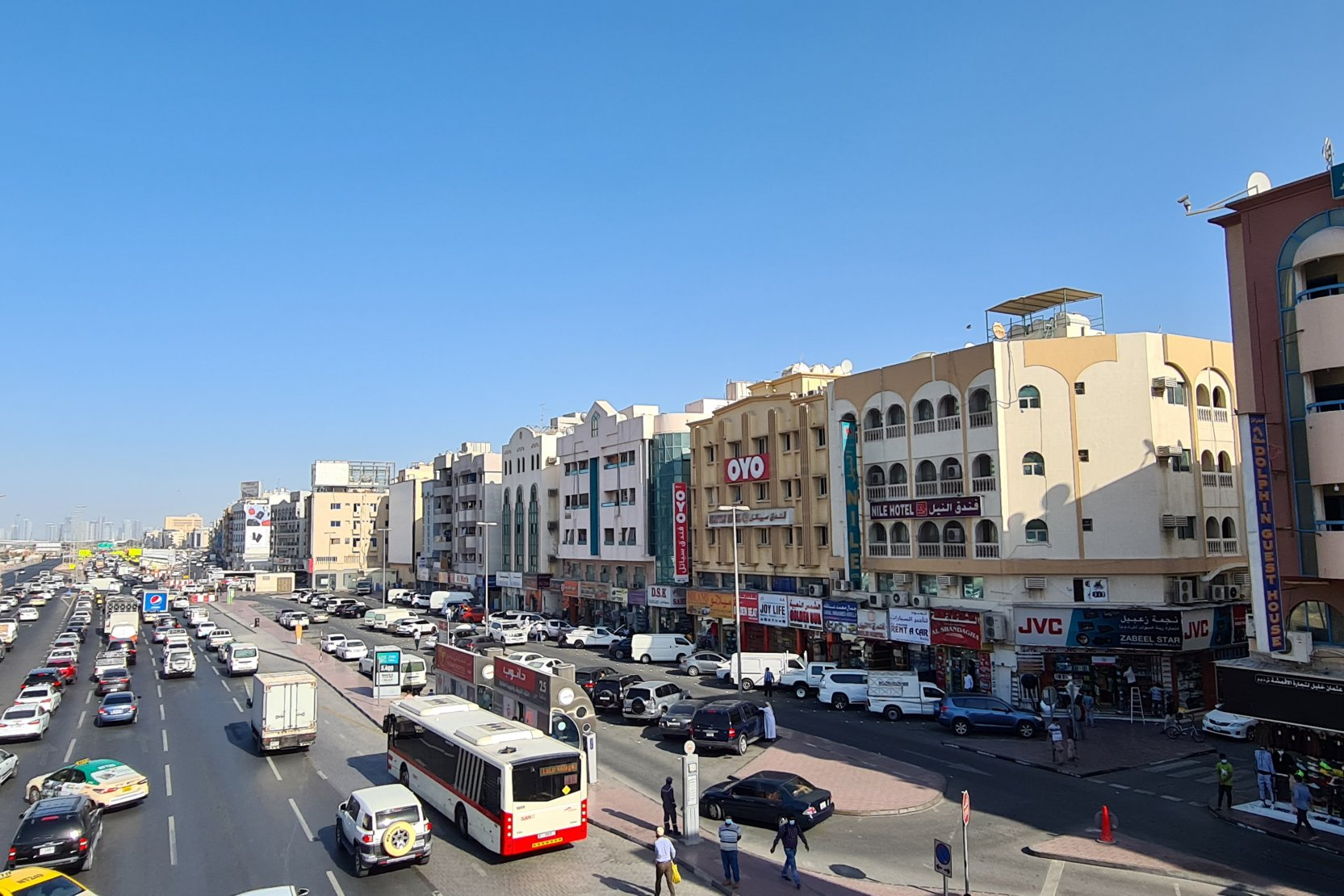

عيال ناصر هو حي يقع في إمارة دبي في الإمارات العربية المتحدة ويبلغ عدد سكانها 13,077 نسمة. وصل عدد السكان في العام 2023 إلى (20,330) بكثافة سكانية تصل  إلى (117,446.5) فرد/ كم² بحسب بيانات مركز دبي للإحصاء. يقع عيال ناصر في قلب ديرة شرق دبي. يحدها من الغرب منطقة الضغاية، ومن الشرق منطقة المرر، ومن الجنوب منطقة نايف، ومن الشمال كورنيش ديرة.
يتبع نظام الطرق المحلي في عيال ناصر خطة الشبكة. تمتد الطرق ذات الأرقام الزوجية من الشرق إلى الغرب عبر المجتمع (من الشارع الثاني إلى الشارع 20)، بينما تمتد الطرق ذات الأرقام الفردية من الشمال إلى الجنوب (من شارع 1C إلى الشارع 23). مثل المجتمعات المجاورة لها، إيال ناصر هي منطقة سكنية إلى حد كبير. ويوفر موقعه سهولة الوصول إلى خور دبي ومنطقة الأعمال المركزية في ديرة. تتمتع منطقة عيال ناصر بأعلى كثافة سكانية بين جميع المجتمعات في دبي، وثاني أعلى كثافة سكانية في العالم. وتعود تسمية الحي لعيال ناصر السويدي الثلاثة الذين كان لهم فضل كبير في تأسيسه.